# Laima Vaikule
För andra betydelser, se Laima.
Laima Vaikule (skrivs på ryska Ла́йма Станисла́вовна Ва́йкуле), född 31 mars 1954 i Cēsis i norra Lettland, är en populär lettisk skådespelerska, sångerska, regissör och koreograf. Hon sjunger både på lettiska och ryska och är känd i hela forna Sovjetunionen med hits som "Vernisage" och "Charley". Hennes skivor har sålt i 5 miljoner exemplar i Ryssland, Europa och USA.
Hennes familj flyttade till Riga när hon var tre. Redan som ung intresserade hon sig för musik och dans. 1966, vid 12 års ålder, deltog hon i en sångtävling och fick uppmärksamhet. Åren 1970–1973 gick hon vårdgymnasium i Riga, samtidigt som hon sjöng i ett band som spelade på lokala klubbar och restauranger. Redan vid 15 års ålder var hon solosångare med Lettlands radio- och TV-orkester under ledning av Raimonds Pauls. På 1980-talet studerade hon skådespeleri och regi vid Moskvas statliga institut för teaterkonst (GITIS).
Hon fick sin första hit 1985. Sedan 1986 har hon haft ett fruktbart samarbete med den lettiske kompositören Raimonds Pauls och ryske sångtextförfattaren Ilja Reznik, som har gett henne hits som Вернисаж (Vernisage, 1986), Charley och Скрипач на крыше (Spelman på taket, 1988). Under 1980- och 1990-talen har Laima Vaikule återkommande framträtt vid internationella musiktävlingar och -festivaler över hela Europa. Hon tilldelades den Gyllene lyran vid festivalen i Bratislava 1987. Hon har utsetts till nationalskådespelerska i Lettland och tilldelats ett Grand Prix (1996) för sina insatser för lettisk musik och kultur. Hon och Raimonds Pauls var bland grundarna av popmusikfestivalen "New Wave" som arrangeras i Jurmala sedan 2002.
Laima Vaikule är bosatt i Riga, men har även en bostad i Moskva.
Hon är vegetarian på etiska grunder och har uttalat sig i djurrättsfrågor.
Sedan 2015 har Dzintari Concert Hall stått värd för festivalen Laima Rendezvous Jurmala.